# Saint-Simon-de-Bordes
För andra betydelser, se Saint-Simon.
Saint-Simon-de-Bordes är en kommun i departementet Charente-Maritime i regionen Nouvelle-Aquitaine i västra Frankrike. Kommunen ligger  i kantonen Jonzac som ligger i arrondissementet Jonzac. År 2022 hade Saint-Simon-de-Bordes 767 invånare.

## Befolkningsutveckling
Antalet invånare i kommunen Saint-Simon-de-Bordes
Referens:INSEE